# روکوسووو (استان لهستان بزرگ‌تر)
روکوسووو (به لهستانی:  Rokosowo) یک روستا در لهستان است که در گمینا پونگتس واقع شده‌است.